# South Fork, Missouri
South Fork är en så kallad census-designated place i Howell County i Missouri. Vid 2020 års folkräkning hade South Fork 212 invånare.